# اچ‌ام‌اس پایونیر (۱۸۵۶)
اچ‌ام‌اس پایونیر (۱۸۵۶) (به انگلیسی: HMS Pioneer (1856)) یک کشتی بود که طول آن ۲۰۰ فوت (۶۱ متر) بود. این کشتی در سال ۱۸۵۶ ساخته شد.